# Мёндон
Торговый квартал Мёндон (кор. 명동?, 明洞?) квартал Мёндон — центральная торговая улица Сеула. В квартале Мён площадью 0,91 км² проживает около 3 тысяч человек, в основном торговцы. Мёндон — самая дорогая улица Сеула с точки зрения арендной платы. Очень популярна среди молодежи и иностранцев благодаря розничным магазинам средней и высокой ценовой категории, торгующих товарами международных марок. На Мёндон расположены 4 больших универмага: Migliore, Lotte Department Store, Avatar и High Harriet.
Квартал Мёндон — главный центр основных финансовых услуг и ценных бумаг. Там базируется ряд крупных страховых и финансовых фирм: Citibank, SK Corporation, Kookmin Bank, Korea Exchange Bank, Lone Star Funds, Sumitomo Mitsui Banking Corporation, AIG Korea Insurance, Hana Bank и HSBC.

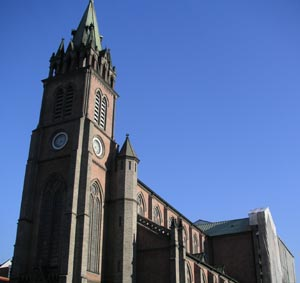
Кафедральный собор Мёндон